# Oxira sugitanii
Oxira sugitanii är en fjärilsart som beskrevs av Matsumura 1926. Oxira sugitanii ingår i släktet Oxira och familjen nattflyn. Inga underarter finns listade i Catalogue of Life.